# Tides From Nebula
Tides From Nebula – polski zespół post-rockowy utworzony w 2008 roku w Warszawie.

## Historia

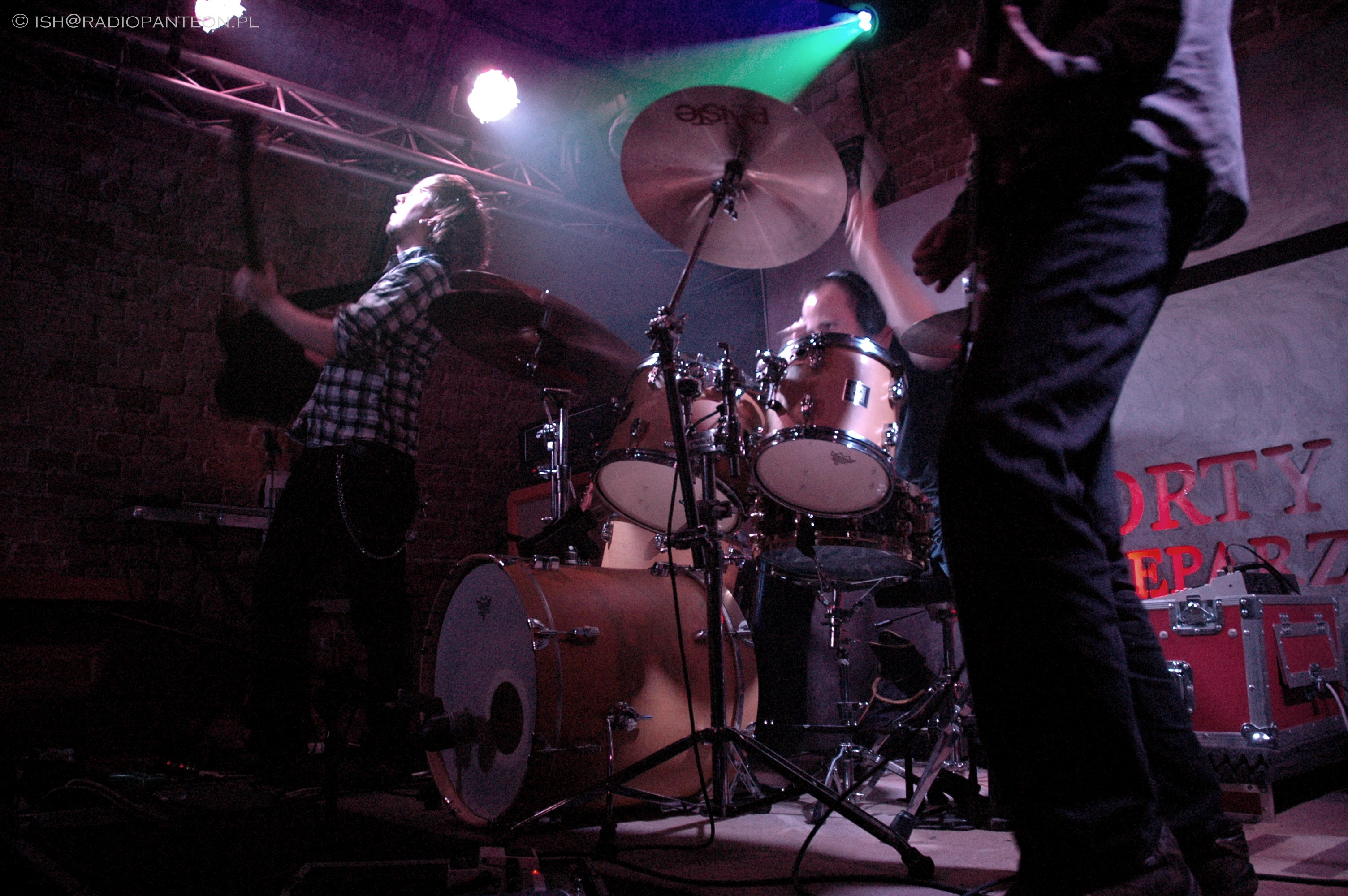
Tides From Nebula, 2011

Grupa powstała w styczniu 2008 roku w Warszawie. Nazwa zespołu odnosi się do mgławicy, obłoku gazu i pyłu międzygwiazdowego. Maciej Karbowski:

Bardzo interesuje nas tematyka kosmiczna, kosmiczny klimat, a zarazem bardzo naturalne klimaty, morze, roślinność itp. Według nas nazwa w miarę dobrze oddaje muzykę i klimat kompozycji, przynajmniej jak do tej pory.

Pierwszy koncert grupy odbył się 18 maja w stołecznym klubie No Mercy. We wrześniu, wraz z zespołem Root, Tides From Nebula wyruszył na pierwszą trasę koncertową występując następnie w październiku z amerykańską grupą Caspian oraz włoską grupą At The Soundawn. 

### 2009:Aura
31 marca 2009 roku na koncercie poprzedzającym Pure Reason Revolution został zaprezentowany materiał z nadchodzącej płyty "Aura". Niedługo później, w kwietniu 2009 roku zespół wystąpił na Asymmetry Festival we Wrocławiu zdobywając główną nagrodę oraz nagrodę publiczności. Sam album "Aura" ukazał się 25 maja 2009 roku nakładem Lou & Rocked Boys.
Sesja nagraniowa płyty odbyła się na przełomie lutego i marca 2009 roku w Squat Studio pod okiem Łukasza Żebrowskiego. Okładkę albumu przygotował portugalski artysta Helder Pedro, który współpracował między innymi z God Is an Astronaut. 
Recenzenci płyty zwracali uwagę na to, że nie jest ona pozbawiona wad, jednoczenie podkreślając to, że jest to "jedna z największych niespodzianek, jakie przytrafiły się polskiej muzyce okołometalowej w ciągu kilku ostatnich lat" i że charakterystyczny dla post-rocka brak wokalu "nie prowadzi do spadku zainteresowania słuchacza co świadczy o zdolnościach kompozytorskich muzyków". 

### 2011:Earthshine
Drugi album formacji miał swoją premierę 9 maja 2011 roku. Materiał na druga płytę powstał w pierwszej połowie 2010 roku, do realizacji całego przedsięwzięcia przyłączył się, w roli producenta, Zbigniew Preisner. Realizacją nagrań zajął się Rafał Smoleń. Zespół był bardzo zadowolony z rezultatów współpracy: "Na naszej drugiej płycie umieściliśmy tyle prawdziwych siebie, ile tylko zdołaliśmy, jesteśmy z niej bardzo dumni".
Promując album zespół pojechał w najdłuższą dotychczasową trasę polską, trasę europejską z God Is An Astronaut, a także zagrał koncerty z Marillion.

### 2013:Eternal Movement
Trzeci album grupy został nagrany w Rolling Tapes Studio w Srebrnej Górze. Producentem albumu został znany z progresywnych skandynawskich brzmień norweg Christer André Cederberg a asystował mu Marek Szwarc.
Promując płytę "Eternal Movement" Tides From Nebula stałi pierwszym instrumentalnym zespołem rockowym, który zagrał trasę po Indiach. Zespół zagrał także europejską trasę u boku After the Burial, Monuments i Circles. Na czterech koncertach polskiej trasy promującej album przed Tides From Nebula wystąpił Krzysztof Zalewski.

### 2016:Safehaven
Czwarty album zespołu ukazał się 6 maja 2016 roku. Zawiera bardziej nastrojowe i introspektywne utwory, łączące intensywność z melancholią. Ten album był szczególnie znaczący, ponieważ został wyprodukowany samodzielnie, co pozwoliło zespołowi na pełną kontrolę twórczą nad swoją pracą. Płyta dotarła do 13. miejsca notowania OLiS. Wydawnictwo promowała polska trasa z zespołami Materia oraz Sunnata oraz trasa europejska obejmująca 19 koncertów. 
Do utworu "Lifter" powstał teledysk w reżyserii Aleksandra Wilka.

### 2019:From Voodoo to Zen
W 2019 roku Tides From Nebula powrócił z nowym albumem "From Voodoo to Zen", pierwsza płytą nagraną jako trio po odejściu z zespołu Adama Waleszyńskiego. Album był krokiem w kierunku jeszcze bardziej złożonych struktur i dźwięków, które pokazują, jak daleko zespół zaszedł od swoich początków. Uważa się go za ich najbardziej epicki i bogato brzmiący projekt do tej pory, ucieleśniający kulminację ponad dekady muzycznej ewolucji. Album został nagrany w ich własnym Nebula Studio i zmiksowany przez Jacka Miłaszewskiego. Tytuł płyty odnosi się zarówno do uzależnienia od social mediów i technologii, a także drogi jaką przeszedł zespół przez ponad 10 lat istnienia.

### 2024:Instant Rewards
8 września 2024 zespół ogłosił premierę swojego szóstego albumu pt. "Instant Rewards". Album ukazał się 8 listopada 2024 roku nakładem własnej wytwórni zespołu - Nebula Records. "Instant Rewards" zarejestrowany został w Nebula Studio, a za miks i mastering ponownie odpowiedzialny był Jacek Miłaszewski. Płyta została mianowana do nagrody Akademii Fonograficznej "Fryderyk" 2024 w kategorii "Rock&Blues".

## Dyskografia

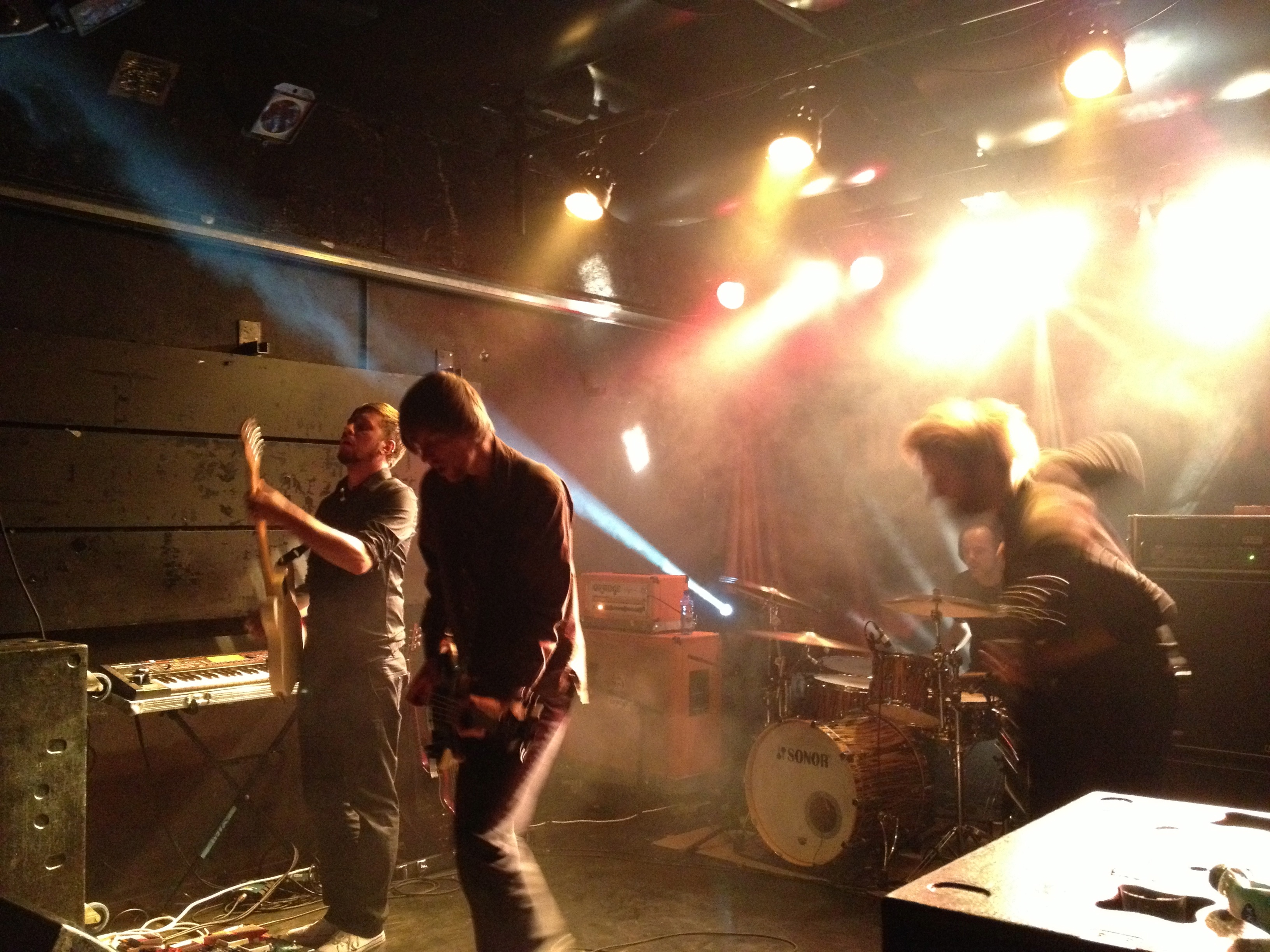
Tides From Nebula, 2012

| 2009                           | Aura - Data: 25 maja 2009 - Wydawca: Lou & Rocked Boys                    | —  |
| 2011                           | Earthshine - Data: 9 maja 2011 - Wydawca: Mystic Production               | —  |
| 2013                           | Eternal Movement - Data: 2 października 2013 - Wydawca: Mystic Production | 33 |
| 2016                           | Safehaven - Data: 6 maja 2016 - Wydawca: Mystic Production                | 13 |
| 2019                           | From Voodoo to Zen - Data: 20 września 2019 - Wydawca: Mystic Production  | 3  |
| 2024                           | Instant Rewards - Data: 8 listopada 2024 - Wydawca: Nebula Records        | 26 |
| „–” pozycja nie była notowana. |                                                                           |    |

| Rok  | Tytuł                | Pozycja na liście |
| Rok  | Tytuł                | LP3               |
| ---- | -------------------- | ----------------- |
| 2013 | „Only With Presence” | 44                |